# Maria Łuczyńska-Bruzda
Maria Zofia Łuczyńska-Bruzda (ur. 2 lutego 1933 w Ostrogu, zm. 13 stycznia 2025) – polska wykładowczyni akademicka, prof. dr hab. inż.

## Życiorys
W 1957 ukończyła studia na Politechnice Krakowskiej i w tym samym roku rozpoczęła pracę w macierzystej uczelni. W 1966 obroniła pracę doktorską Zagadnienie planowania przestrzennego parków narodowych w Polsce napisaną pod kierunkiem Zygmunta Nováka. W 1982 uzyskała stopień doktora habilitowanego. W 1997 nadano jej tytuł profesora nauk technicznych.
W 1979 została kierownikiem Zespołu Ekologii Krajobrazu Otwartego w Zakładzie Architektury Krajobrazu PK, w 1992 kierownikiem Zakładu Krajobrazu Otwartego i Budowli Inżynierskich w nowo utworzonym Instytucie Architektury Krajobrazu PK. W 2003 przeszła na emeryturę.
W latach 1956–1976 pełniła funkcję Architekta Parku w Ojcowskim Parku Narodowym.
W 1985 została odznaczona Krzyżem Kawalerskim Orderu Odrodzenia Polski, w 1997 Medalem Komisji Edukacji Narodowej.
Jej mężem był prof. Jan Bruzda. Para była małżeństwem przez ponad 66 lat. Oboje zmarli tego samego dnia - w poniedziałek, 13 stycznia 2025 roku i 17 stycznia tego samego roku zostali pochowani na Cmentarzu Salwatorskim.

## Wybrana bibliografia autorska
- Architektura krajobrazu (Państwowe Wydawnictwo Naukowe, Kraków, 1973; ISBN:8301008296) wspólnie z Januszem Bogdanowskim i Zygmuntem Novákiem
- Elementy naturalne i kulturowe środowiska (Politechnika Krakowska, Kraków, 2013) wspólnie z Jadwigą Środulską-Wielgus
- Elementy naturalne środowiska (Politechnika Krakowska, Kraków, 1992)
- Skuteczność planowania przestrzennego Ojcowskiego Parku Narodowego (Politechnika Krakowska, Kraków, 1981)